# 680e régiment de circulation routière
Le 680e régiment de circulation routière (680e RCR) est une régiment de l'armée de Terre française.

## Histoire
Régiment dérivé du 601e RCR, régiment de réserve (matériel), le personnel de maintenance est essentiellement civil et dirigé par un adjudant-chef de l'arme.

## Traditions
L'Unimog 401 utilisé par le personnel de maintenance pour déplacer les véhicules est désormais conservé au Musée des Blindés de Saumur. Il était affectueusement baptisé «Zézette» par le personnel.

### Étendard
Il ne porte aucune inscription:

### Insigne
- trèfle vert roue dentée argentée flèche dorée armes d’Achern.